# Sant Joan Baptista (Leonardo da Vinci)
Sant Joan Baptista (en italià, San Giovanni Battista) és un dels últims quadres del pintor renaixentista italià Leonardo da Vinci, datat cap al 1508-1513, època en què l'alt Renaixement (Cinquecento) estava metamorfosant-se al manierisme. Està pintat a l'oli sobre taula que mesura 69 cm d'alt i 57 cm d'amplada. Es conserva al Museu del Louvre de París.
Va ser una de les últimes pintures de l'autor i, sens dubte, una de les més debatudes. Hi ha molta polèmica sobre el significat de la mà del sant assenyalant cap amunt, i el seu somriure enigmàtic ha provocat discussions semblants a les de La Gioconda.
El quadre pot considerar-se enterament autògraf. És un dels que Leonardo va mostrar al cardenal d'Aragó i al seu seguici el 10 d'octubre del 1517 a Clos Lucé. A la mort de Leonardo, va ser heretat per Salai, els hereus del qual el van vendre. El 1625, el rei Carles I d'Anglaterra va rebre la pintura de Lluís XIII de França a canvi d'un Ticià –la Sagrada Família– i Retrat d'Erasme de Hans Holbein el Jove; el 1666, va passar de la col·lecció d'Everhard Jabach a Lluís XIV, i d'aquest va passar al Louvre.
Representa sant Joan Baptista en la solitud del desert. Està representat de mig cos, una variació sobre el tema de la figura construïda clàssica i de manera monumental en l'espai, en directa suggestió dels models de l'estatuària antiga.
Sant Joan vesteix pells, té llargs cabells arrissats. Sosté una creu de jonc a la mà esquerra mentre que la dreta assenyala cap al cel. Es creu que la creu i les cabells es van afegir més endavant per un altre pintor. La figura està embolcallada en una mòrbida ombra. Mentre que el tronc té una certa solidesa i força, el rostre i l'expressió tenen una delicadesa i misteriosa suavitat que semblen contradir la personalitat de Joan, l'intransigent i abstemi predicador al desert, com el descriu la Bíblia. Pot ser que hagi escollit retratar el sant en el moment de batejar Jesucrist, el moment en què l'Esperit Sant descendeix sobre Jesús en forma de colom. L'expressió del rostre, lànguida i ambigua, és típica de les últimes obres de Leonardo.
Alguns han indicat, igualment, que l'aparença de sant Joan és andrògina o hermafrodita, una teoria suportada per un esbós de Leonardo conegut com L'àngel de l'Anunciació.
El gest d'assenyalar el cel suggereix la importància de la salvació mitjançant el baptisme que Joan representa. L'obra és sovint repetida per altres pintors posteriors, especialment aquells de les escoles del Renaixement tardà i el manierisme. La inclusió d'un gest similar al de Joan incrementaria la importància d'una obra amb un sentit religiós.